# Guetto (película)
Guetto (nombrada originalmente en Lituano: Vilniaus getas) es una película Lituana de drama dirigida por Audrius Juzenas emitida por primera vez en el festival de cine de Estonia Tallinn Black Nights Film Festival (BNFF) en el año 2005 con el apoyo del Ministerio de Cultura Lituanes, distribuida por Sony Pictures Home Entertainment, y producida por New Transit Entertainment, Dragon Ciné Venture Image Entertainment y el estudio Seansas. Fue escrita por Joshua Sobol y su música fue dirigida por Antolijus Senderovas. Protagonizada por Heino Ferch, Sebastian Hülk, Erika Marozsán, Vytautas Šapranauskas, Andrius Žebrauskas, Margarita Žiemelytė, Alvydas Šlepikas y Jörg Lamprecht.

## Argumento
Película ambientada en la Lituania de 1941. El comandante nazi Kittel (Sebastian Hülk) necesita de la ayuda de los judíos para conducir a un gueto de Vilna (Lituania) al campo de concentración. Una compañía de teatro encabezado por Haya (Erika Marozsán) realiza sátiras sobre el pueblo Nazi para deleitar a los propios alemanes.

## Reparto
El reparto fue en su mayoría representado por actores Lituanos y Alemanes.
| Personaje            | Actor                   |
| -------------------- | ----------------------- |
| Gens                 | Heino Ferch             |
| Kittel               | Sebastian Hülk          |
| Haya                 | Erika Marozsán          |
| Weiskopf             | Vytautas Šapranauskas   |
| Srulik               | Andrius Žebrauskas      |
| Lina                 | Margarita Žiemelyte     |
| Kruk                 | Alvydas Šlepikas        |
| Dessler              | Jörg Lamprecht          |
| Uma                  | Adrija Cepaite-         |
| Arntgen              | Darius Meskauskas       |
| Timan                | Jurgis Domasevicius     |
| Tana                 | Eimutis Kvosciauskas    |
| Judith               | Kristina Mauruseviciute |
| Kalman               | Sigitas Rackys          |
| Liuba                | Vilma Raubaite          |
| Yankl                | Evaldas Jaras           |
| Yanosh               | Mantas Vaitiekunas      |
| Reika                | Jurga Ragutskaite       |
| Mujer Vieja          | Grazina Urbonaite       |
| Gerstein             | Algirdas Dainavicius    |
| Ella                 | Daiva Stubraite         |
| Leah                 | Leokadija Dobuzinskaite |
| Irina                | Kristina Sokolova       |
| Eva                  | Vaida Grigaityte        |
| Etka                 | Ieva Jackeviciute       |
| Tova                 | Kseniya Orlova          |
| Nelli                | Laura Mekyte            |
| Rashka               | Brigita Arsovaite       |
| Mira                 | Olga Korzikova          |
| Helena               | Kristina Savickyte      |
| Genia                | Gintare Cepukonyte      |
| Anita                | Natalija Zuravliova     |
| Elia                 | Arturas Aleksejevas     |
| Geivish              | Valentinas Kirejevas    |
| Averbuch             | Dmitrijus Denisiukas    |
| Levas                | Sarunas Puidokas        |
| Ring                 | Ceslovas Petraitis      |
| Hombre armado        | Balys Latenas           |
| Dina Abramowitz      | Asta Baukute            |
| Alex Wolkowisky      | Vytautas Juozenas       |
| Barbero              | Zenonas Kryznikovas     |
| Dra. Sonia           | Nele Savicenko          |
| Dr. Weiner           | Egidijus Kupcinskas     |
| Juéz                 | Arvydas Dapsys          |
| Padre                | Arturas Javdokimovas    |
| Oficial Alemán #1    | Eduardas Daskevicius    |
| Oficial Alemán #2    | Arunas Smailys          |
| Oficial Alemán #3    | Igoris Getsovas         |
| Soldado Alemán #1    | Rolandas Ciras          |
| Soldado Alemán #2    | Arnas Juzenas           |
| Soldado Alemán #3    | Remigijus Navickas      |
| Policía Judío #1     | Jefimas Levickij        |
| Policía Judío #2     | Konstantinas Arefjevas  |
| Policía Judío #3     | Jevgenijus Pesterniakas |
| Policía Judío #4     | Sergejus Perekrestovas  |
| Policía Judío #5     | Borisas Sapiro          |
| Policía Judío #6     | Michailas Sapiro        |
| Policía Judío #7     | Aleksandras Zareckis    |
| Anfitriona de bar #1 | Vaida Butyte            |
| Anfitriona de bar #2 | Egle Valyte             |
| Anfitriona de bar #3 | Brigita Bublyte         |
| Anfitriona de bar #4 | Edita Uzaite            |
| Anfitriona de bar #5 | Rima Juneviciute        |
| Esposa de Dessler    | Egle Piliciauskaite     |
| Esposa de Weiskopf   | Inga Maskarina          |
| Músico #1            | Zbignevas Zilionis      |
| Músico #2            | Paulius Biveinis        |
| Músico #3            | Povilas Jacunskas       |
| Músico #4            | Alytis Peseckas         |
| Músico #5            | Saulius Zubrys          |
| Músico #6            | Romas Grazinis          |
| Músico #7            | Lukas Juzenas           |

## Nominaciones
Fue nominada a "Mejor película de la CEI y el Báltico" en los premios NIKA  del año 2007 organizados por la Academia Rusa de las Artes y Ciencias Cinematográficas.